# Château des Vaux
Le château des Vaux est un imposant château du 19e siècle, situé dans la partie du Perche aujourd'hui en Eure-et-Loir. Il couvre deux communes : Pontgouin et Saint-Maurice-Saint-Germain.
Le château d'origine fut construit au XVIIe siècle. Acquis après 1805 par Étienne Jean François d'Aligre, il a été considérablement transformé et agrandi à partir de 1847 par son petit-fils, Étienne de Pomereu d'Aligre. De 1889 à 1926 il demeura la propriété de sa veuve Marie Charlotte de Preaulx, marquise d'Aligre, qui le conserva jusqu'à sa mort.  
Depuis 1946, il est la propriété des Apprentis d'Auteuil, qui y accueillent des jeunes en difficulté.

## Origines

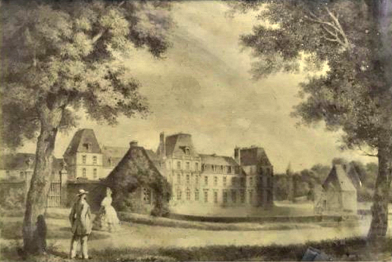
Le château au 18e siècle avant les agrandissements du 19e

Au XVIIe siècle, le château des Vaux appartenait à Charles de Roussin. Ses proportions étaient beaucoup plus modestes qu'aujourd'hui. Il se composait d'un seul corps de bâtiment avec un pavillon central et deux pavillons latéraux.
Une dizaine d'années avant la Révolution, il fut acheté par un certain Desvaux, dans le but d'en faire une ferme. Mais faute de moyens financiers, celui-ci ne put le garder et le vendit à Louis d'Ussieux, peu avant 1789. 
Après la mort de ce dernier en 1805, ses enfants le vendirent à Étienne V d'Aligre, marquis d'Aligre, propriétaire du château de la Rivière situé à 5 km, berceau de la famille d'Aligre.

## Construction d'un château de 300 pièces
Etienne VI Marie Charles d'Aligre (1813-1889), dernier marquis d'Aligre, pair de France, petit-fils d'Étienne V d'Aligre cité plus haut, hérita des lieux en 1847. 
Il entreprit de considérables agrandissements, bâtissant « un immense palais qui compte plus de 300 pièces ». 
Le pavillon central et les deux pavillons latéraux furent conservés. Deux ailes vinrent s'y adjoindre ainsi que de vastes communs. Le cours de l'Eure fut détourné, les vues du parc furent dégagées, de magnifiques jardins à la française furent dessinés, les appartements de réception furent décorés ainsi que la chapelle.
Le château des Vaux devint alors le rendez-vous de grandes chasses à courre. Le domaine du château est de 10 000 hectares et cette région du Perche particulièrement giboyeuse. Le cerf érigé face à la cour d'honneur célébra le millième cerf tué dans le domaine. Le château vivait alors au rythme des chasses, qui se terminaient dans la grande salle à manger éclairée de lustres formés de cors de chasse. Tout, dans les trumeaux, les frises décoratives, la porcelaine de Sèvres, évoquait la chasse.

## La dernière marquise d'Aligre
Le marquis d'Aligre épousa en 1857 sa cousine Sophie de Preaulx (descendante d'Étienne François d'Aligre) née en 1842, fille de Joseph-Hilaire, 8e marquis de Preaulx. Elle mourut en 1873 sans descendance. 
Trois ans après son veuvage, le marquis d'Aligre se maria en secondes noces avec Marie Charlotte de Preaulx (née en 1854 au château d'Oublaise à Luçay-le-Mâle dans l'Indre), fille de Gaston, 9e marquis de Préaulx (1821-1886). Il mourut en 1889 sans descendance. Devenue veuve, Marie Charlotte de Preaulx, dernière marquise d'Aligre, acheva les travaux d'agrandissement du château qui se terminèrent en 1891. Elle conserva le château des Vaux jusqu'à sa mort en 1926. 
Les fermes furent ensuite dispersées au hasard des enchères et le château et son parc furent achetés par une société hôtelière. Toutes sortes de bruits circulèrent alors, on parla même d'y implanter un casino, avec une gare de la ligne Paris - Brest à proximité. À la mort du propriétaire, la société hôtelière fut obligée de vendre le château des Vaux à un Lillois (Charles Delaporte) qui conserva jusqu'en 1934 l'ensemble du mobilier, il y resta longtemps à n'occuper qu'une petite partie.

## Les Apprentis d'Auteuil
En octobre 1946, l'œuvre des Orphelins Apprentis d'Auteuil fit l'acquisition du château pour la valeur de deux timbres-poste. Dès ce mois d'octobre, une centaine d'orphelins investirent les lieux sous la direction du Père Barrat, missionnaire du Saint-Esprit. Ce qui servait autrefois d'abri aux meilleurs équipages de chasse à courre, des écuries presque grandioses, formera après quelques travaux une suite d'ateliers. Très vite le château accueillera 350, puis 500 orphelins.
En 2018, la mission Bern et la fondation du patrimoine inscrivent sur la liste des patrimoines en péril le temple d'amour du château, une fabrique de jardin du XIXe siècle.

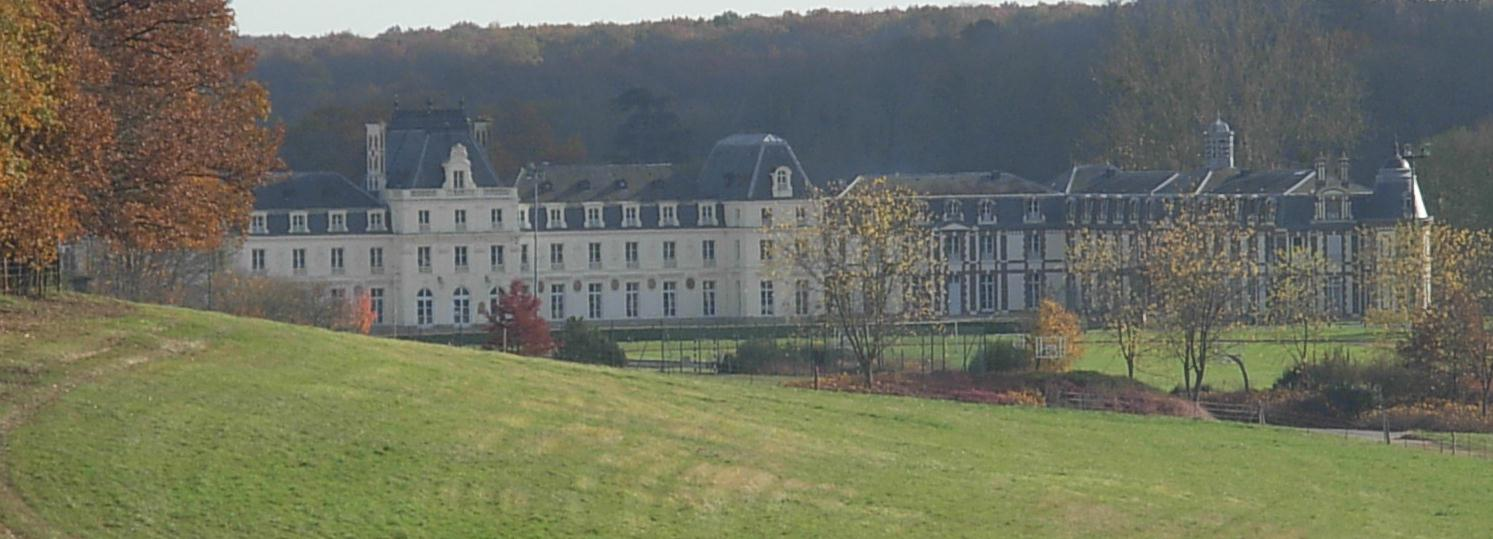
Le château des Vaux aujourd'hui.
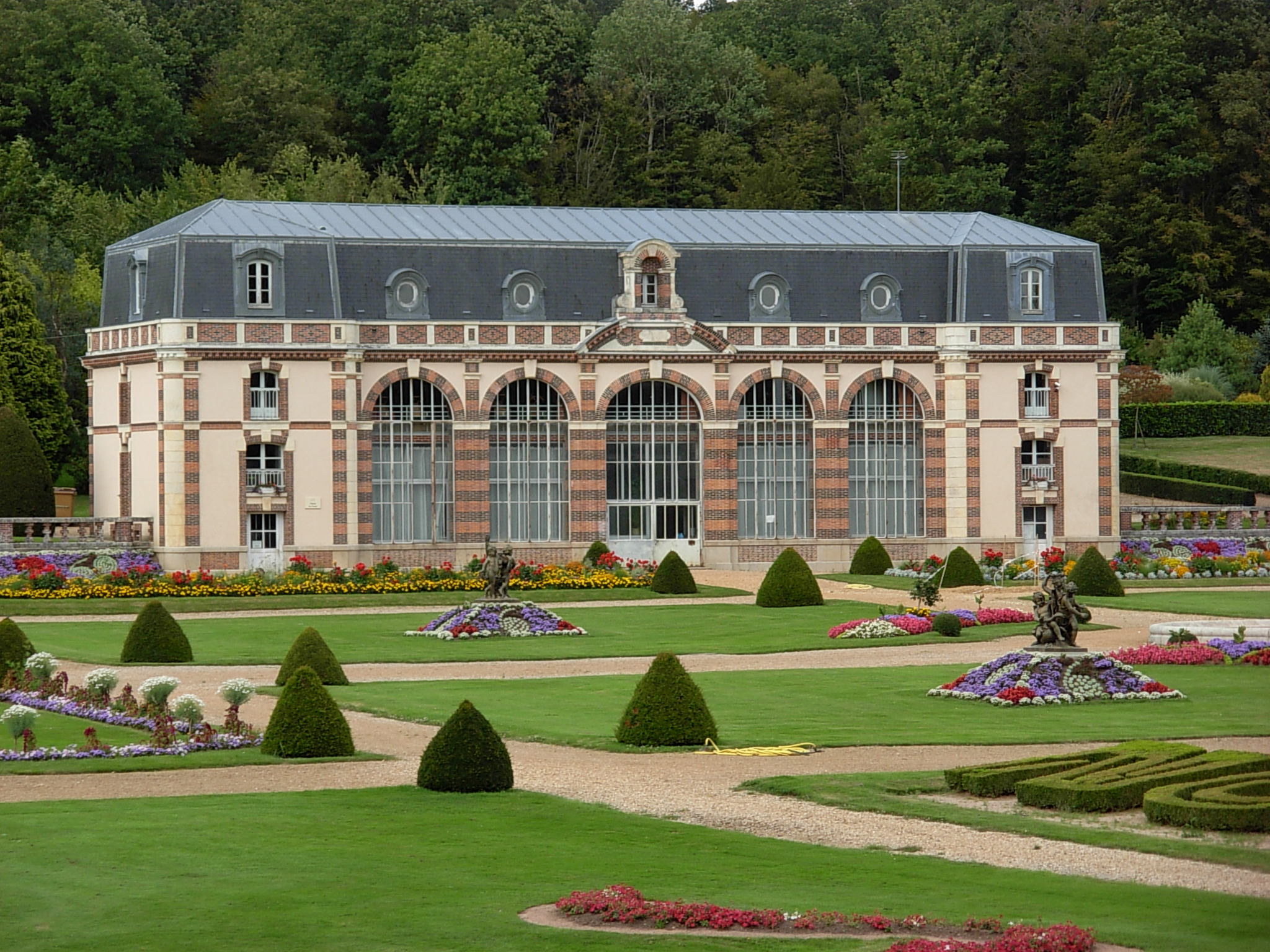
Vue de l'Orangerie.
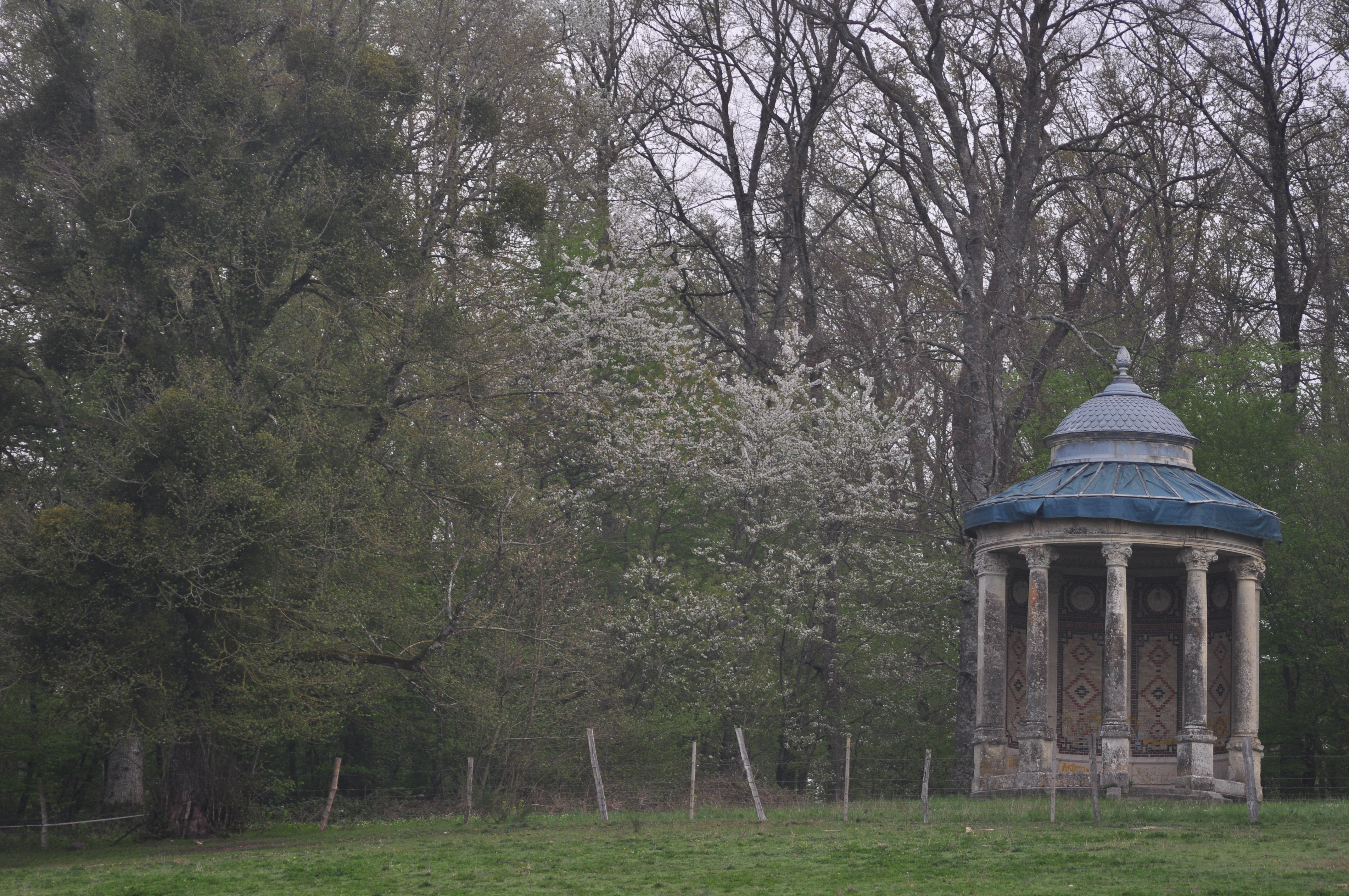
Temple de l'Amour du château.